# Tenderloin (Manhattan)

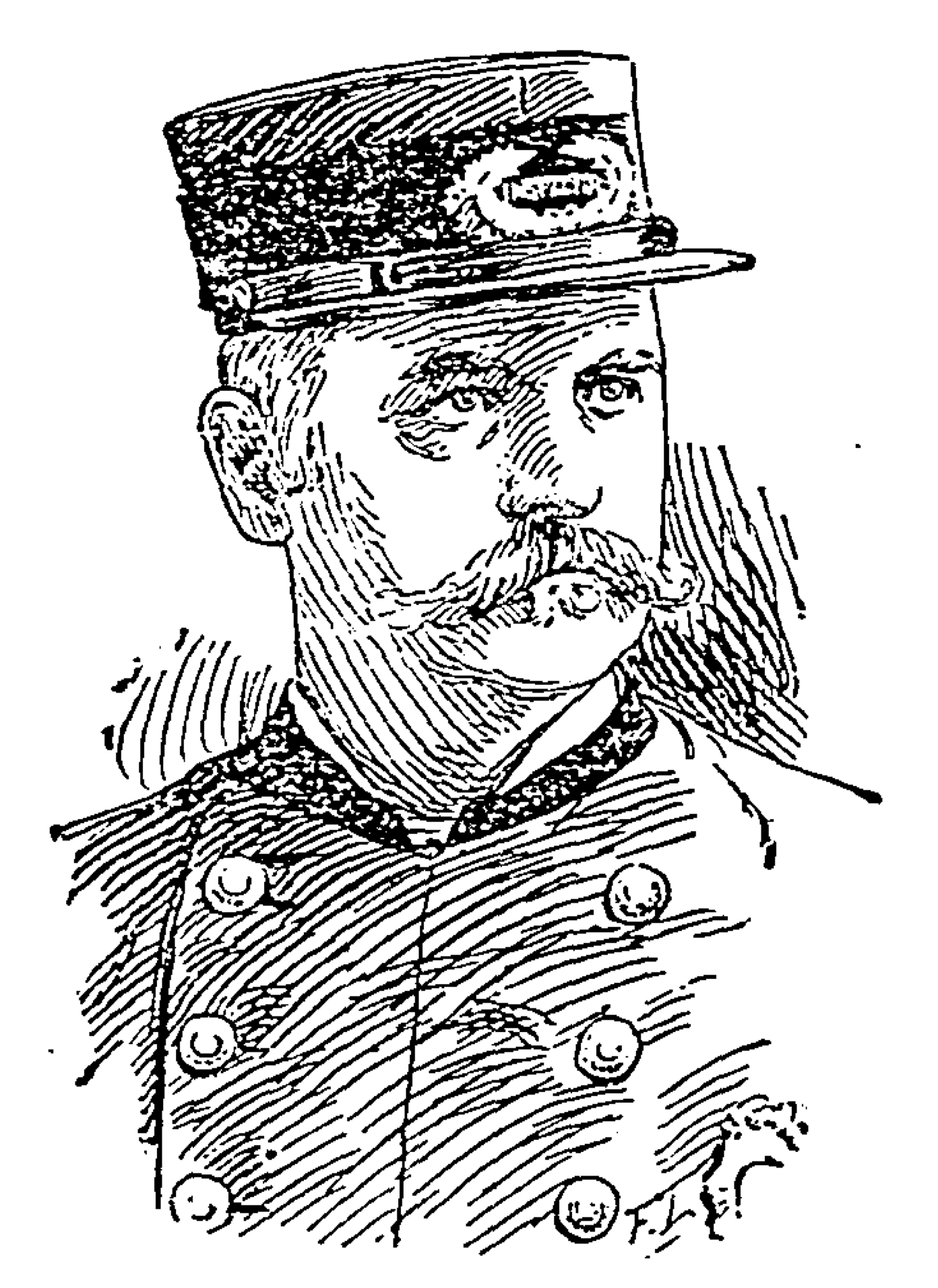
Polizei-Captain „Clubber“ Williams prägte den Namen des Viertels The Tenderloin.

Tenderloin (englisch: „Filet; zartes Lendenstück“) war vom späten 19. bis zum frühen 20. Jahrhundert der Name eines Vergnügungsviertels und Rotlichtbezirks im Herzen von New York Citys Stadtteil Manhattan.

## Lage
Das Tenderloin erstreckte sich ursprünglich von der 23rd Street zur 42nd Street und von der Fifth Avenue zur Seventh Avenue. Bis um 1900 hatte es sich in nördlicher Richtung bis zur 57th Street bzw. 62nd Street und Richtung Westen zur Eighth Avenue ausgedehnt. Auch die südliche Grenze des Viertels verschob sich nach Norden zur 42nd Street. Damit schloss dieses New Tenderloin Anfang des 20. Jahrhunderts Gebiete wie den heutigen Flatiron District, NoMad, Chelsea, Clinton, den Garment District und den Theater District ein.

## Namensgeschichte
Der Polizei-Captain Alexander S. „Clubber“ Williams gab der Gegend 1876 ihren Namen, als er in einen Polizeibezirk im Herzen dieses Viertes versetzt wurde. Bezogen auf die höheren Zahlungen, die er voraussichtlich für den Schutz von rechtmäßigen wie rechtswidrigen Machenschaften hier bekommen würde, vor allem von den vielen Bordellen, sagte Williams: “I’ve been having chuck steak ever since I’ve been on the force, and now I’m going to have a bit of tenderloin.” (deutsch: „Seitdem ich bei der Truppe bin hab ich immer nur Rinderhalssteak gehabt und jetzt werde ich ein bisschen Filet abbekommen.“) Williams war ein legendäres Symbol für die Korruption der Polizei zu jener Zeit und strich so viel Bestechungsgelder ein, dass er 1895 bei seiner Zwangspensionierung als Millionär in Rente gehen konnte.

## Geschichte

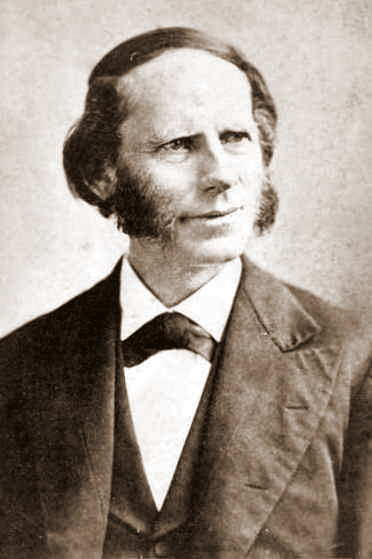
Pfarrer Thomas De Witt Talmage nannte New York City das „moderne Gomorrha“, da es die Existenz des Tenderloin zuließ

Im frühen 19. Jahrhundert befand sich der bedeutendste Rotlichtbezirk New York Citys noch südlich des späteren Tenderloin in der Gegend des heutigen SoHo und hieß damals Hells’ Hundret Acres (übersetzt: „Die einhundert Morgen der Hölle“). Als sich aber die Stadt kontinuierlich Richtung Norden ausdehnte, verlagerten sich auch der Theaterbezirk und die Bowery zusammen mit den legalen und illegalen Geschäften, die üblicherweise mit dem Showgeschäft einhergingen, nordwärts – zunächst rund um den Union Square und die 14th Street.
Als das Fifth Avenue Hotel an der 23rd Street und Fifth Avenue im Jahre 1859 seine Pforten öffnete, setzte sich diese Verlagerung der Vergnügungsangebote Richtung Norden weiter fort und das Tenderloin entstand: Bis 1870 bekam das Hotel viel Konkurrenz in dieser Gegend und wo Hotels waren, zogen die Prostituierten nach. In den 1880er Jahren befanden sich im Tenderloin die meisten Nightclubs, Saloons, Bordelle, Spielcasinos, Tanzhallen und Stripclubs (clip joints) in New York City. Einer Schätzung von 1885 zufolge sollen etwa die Hälfte aller Gebäude hier für eines der unterschiedlichen Angebote eines Vergnügungsviertels genutzt worden sein. Die Gegend wurde damals auch als Satan’s Circus bezeichnet und Pfarrer Thomas De Witt Talmage, der gegen das Laster ankämpfte, prangerte die Stadt New York als „modernes Gomorrha“ an, da sie diesen Zustand zuließ.
Die Kundschaft dieser Etablissements gehörte nicht notwendigerweise der Arbeiterklasse an. So führten sieben Schwestern ihre Bordelle direkt nebeneinander in einer Wohngegend auf der West 25th Street und luden ihre Kundschaft aus der Oberschicht mit gravierten Einladungen ein. An manchen Abenden war nur Herren in formaler Abendkleidung der Zutritt erlaubt und die Prostituierten dieser Häuser waren auch auf der gesellschaftlichen Ebene sehr versiert. Am 24. Dezember spendeten die Schwestern die Einnahmen für wohltätige Zwecke.

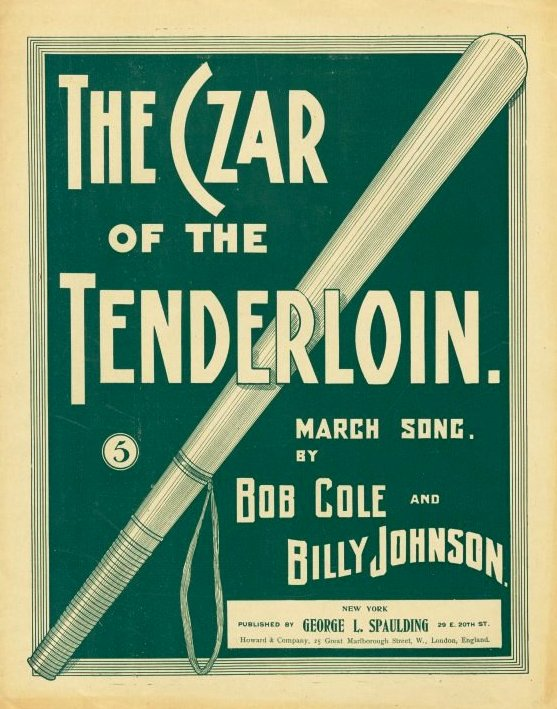
Umschlag der Partitur für den Schlager The Czar of the Tenderloin (deutsch: „Der Zar von Tenderloin“) von 1897. Der Titel war der Spitzname von „Clubber“ Williams – hier symbolisch als Schlagstock dargestellt, dem damaligen Polizei-Captain des Tenderloin.

Andere bekannte Vergnügungslokale waren die Koster and Bial's Music Hall an der Sixth Avenue und 23rd Street, ein Konzertsaal in dem beispielsweise der Cancan aufgeführt wurde oder der Haymarket, eine Tanzhalle an der Sixth Avenue südlich der 30th Street, wo Sex-Ausstellungen gezeigt wurden und die reiche Kundschaft mit Prostituierten tanzen konnte – jedoch nicht zu eng. Für ungestörten Sex konnten sich die Freier hier mit den Prostituierten in Abteile zurückziehen, die mit Vorhängen abgeteilt waren. Auf der West 29th Street gab es eine fast ununterbrochene Reihe von Bordellen und auf der West 26th Street wurden viele Spielhöllen von John Daly oder der Madison Square Club von Richard A. Canfield betrieben.
Die „Hauptstraße“ des Viertels war der Broadway zwischen der 23rd Street und der 42nd Street – auch damals als The Line bekannt. Mitte der 1890er Jahre – nach der Einführung der elektrischen Beleuchtung – erhielt der Abschnitt des Broadways von der 23rd Street zur 34th Street aufgrund der zahlreichen erleuchteten Werbeschilder den Beinamen The Great White Way. Dieser Spitzname wurde auf den Times Square übertragen, als der Theater District Richtung Norden zog.

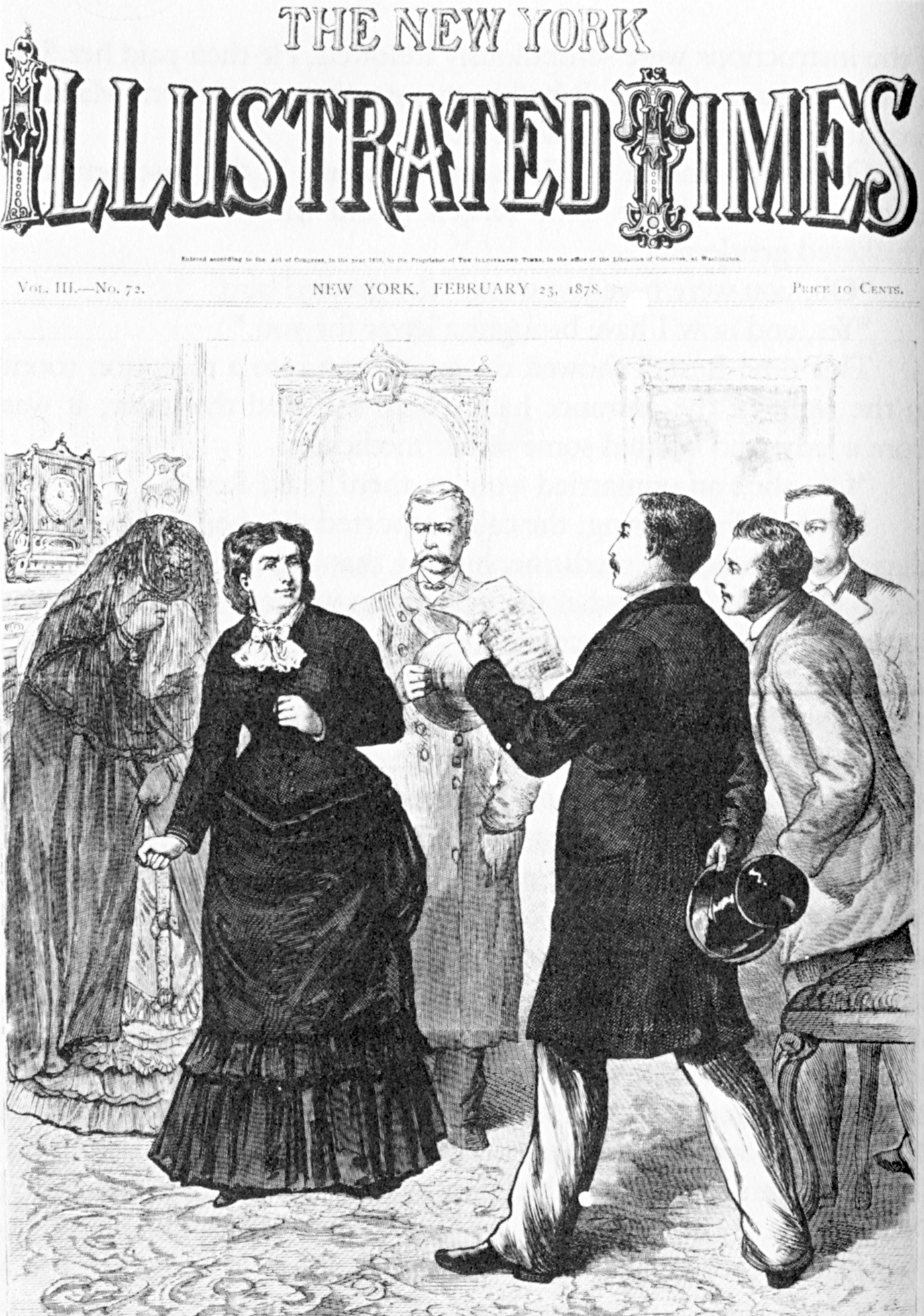
Anthony Comstock kämpfte mit Unterstützung der US-Regierung gegen das Laster in New York City und insbesondere im Tenderloin. Hier wird er dargestellt, wie er Ann Lohman (alias Madame Restell) verhaftet, die damals Abtreibungen vornahm.

Kriminalität war ebenfalls ein wichtiger Aspekt vom Tenderloin, das als die kriminelleste Gegend in der kriminellsten Stadt der Vereinigten Staaten erachtet wurde. Bis zu einem gewissen Grad hielt die Bestechlichkeit der Polizei die Kriminalität unter Kontrolle, da dadurch die finanzielle Beziehung zwischen der Polizei und den Kriminellen geregelt war, aber die Gegend war zu groß, um die Straßenkriminalität vollständig im Griff zu haben. 1906 schrieb William McAddo, der 1904 und 1905 Polizeichef von New York City war, dass der „Polizeibezirk Tenderloin, wie jedermann weiß, der wichtigste Bezirk in New York, wenn nicht der Vereinigten Staaten oder vielleicht der ganzen Welt ist, vom Umfang an Polizeiaufgaben, die hier erfüllt werden, und vom Charakter der Nachbarschaft her.“ (Englisch: “Tenderloin [police] precinct, as every one knows, is the most important precinct in New York, if not in the United States, or probably in the world, from the amount of police business done there and from the character of the neighborhood.”)
Darüber hinaus war das Tenderloin auch eine Wohngegend in der ein großer Teil von Manhattans afroamerikanischer Bevölkerung lebte – insbesondere im südlichen und westlichen Teil der Gegend. So wurde etwa die Seventh Avenue im Tenderloin African Broadway genannt. Um 1914 begannen jedoch die Afroamerikaner der Mittelschicht vom Tenderloin nach Harlem zu ziehen, das ursprünglich eine Wohngegend mit weißer Bevölkerung war.
Hin und wieder gab es organisierte Versuche das Tenderloin aufzuräumen. Reformistische Bürgermeister wie William Russell Grace und Abram Hewitt genehmigten Razzien auf Saloons oder Bordelle, auch wenn diese unter dem Schutz von „Clubber“ Williams standen, aber die Wirkung war normalerweise zeitlich begrenzt: Die Prostituierten tauchten dann außerhalb des Tenderloin unter und kamen wieder zurück, wenn die Welle an Razzien abebbte. Unter dem Strich trieben dieser Aktionen lediglich die Kosten für den Schutz der Etablissements in die Höhe, was Williams nur noch reicher machte, weshalb er schließlich als Millionär in Rente gehen konnte und auch der Tammany Hall floss so mehr Geld zu, da sie damals von Bestechungsgeldern und der Korruption des Viertels profitierte.
Die Frustration über diese Situation führte zu Anthony Comstocks Feldzug gegen das Laster in diesem Viertel mit Unterstützung der New Yorker Handelskammer, der US-Bundesregierung und deren United States Postal Service sowie bedeutenden Bürgern der Stadt wie J. P. Morgan. Comstocks Kreuzzug kannte keine Grenzen. Er konnte genauso gut „Schmutzliteratur“ in den Bibliotheken anprangern wie auch Prostitution im Tenderloin und gemeinsam mit dem Pfarrer Talmage gelang es ihm ein Gesetz zum Verbot von Billardlokalen durchzusetzen, die danach aber dennoch unbehelligt weiterbetrieben wurden.
Schließlich führten dieselben Umstände, die das Tenderloin hervorgebracht hatten, auch zu dessen Auflösung: Als die Theater und Hotels erneut Richtung Norden zogen, folgten die Bordelle und Tanzhallen, so dass bereits 1906 William McAdoo feststellte, dass sich die nördliche Grenze des Tenderloin zur 62nd Street verschoben hatte und die südliche Grenze dieses „New Tenderloin“ – wie er es nannte – die 42nd Street sei. Diese Entwicklung sorgte seiner Meinung nach für eine „rasche Auflösung des vergnügungsorientierten, lasterhaften Teils des Old Tenderloin.“ (englisch: “is rapidly depleting the ranks of the sporting vicious element in the Old Tenderloin.”)

## Tenderloin in Literatur und Musical
- Das Tenderloin des frühen 20. Jahrhunderts wird in den Memoiren Behind The Green Lights des Polizei Captains Cornelius Willemse beschrieben.
- Owen Davis siedelte eine Reihe von Geschichten für die Police Gazette in den Tanzhallen und Restaurants des Tenderloins an. Sie wurden später gesammelt als Sketches of Gotham (1906) unter dem Pseudonym „Ike Swift“ veröffentlicht.
- Die Bordelle des Tenderloin, die wiederholt von Razzien der Truppe von Anthony Comstock betroffen waren, wurden der Schauplatz für das Musical Tenderloin von Sheldon Harnick und Jerry Bock aus dem Jahre 1960, das auf einem Roman von Samuel Hopkins Adams basiert.